# Corticaria magadanica
Corticaria magadanica is een keversoort uit de familie schimmelkevers (Latridiidae). De wetenschappelijke naam van de soort werd in 2001 gepubliceerd door Tsinkevich.